# 大滝重直
大滝 重直（おおたき しげなお、1910年11月5日 - 1990年7月4日）は、日本の小説家。
秋田県生まれ。1929年秋田県立本荘中学校卒。秋田魁新報記者を務めたのち、島木健作に師事。1937年から満洲に渡り現地農村を調査。1942年「解氷期」で大陸開拓文学賞受賞。1990年、前立腺癌のため死去。

## 著書
- 劉家の人々 原地小説 満洲開拓社 1941
- 光と土 満洲移住協会 1942 (満洲開拓叢書)
- 国原 六芸社 1942 (新鋭作家叢書)
- 満洲農村紀行 東亜開拓社 1942
- 解氷期 海南書房 1943
- 森川源三郎 新潮社 1944 (土の偉人叢書)
- 叡智と運命 ジープ社 1950
- バッハ 音楽の祖 偕成社 1953 (偉人物語文庫)
- ベートーベン 永遠の楽聖 偕成社 1960 (世界偉人伝全集)
- 白夜の海 だれも書けなかった北洋船団ルポルタージュ 月刊ペン社 1971
- ニシン山に登る 参玄社 1974
- ホロンバイル日記 参玄社 1976
- 小さな絵画館 想い出の山々 桐原書店 1983.5
- ひとびとの星座 回想の文学者たち 国書刊行会 1985.4
- 星の降る山 白水社 1986.7

## 翻訳・再話
- 日向が丘の少女 ビョルンソン 講談社 1954 (世界名作全集)
- 金のこぶのらくだ 蒙古昔話 講談社 1955 (世界名作童話全集)
- ルビーの玉 ヘッベル童話集 同和春秋社 1957 (世界名作童話)
- 少女シリアの死 シランパー 偕成社 1962 (少女世界文学全集)

## 参考
- 日本近代文学大辞典